# دانييلا بيانكي
دانييلا بيانكي (بالإيطالية: Daniela Bianchi)‏ (و. 1942 – م) هي ممثلة، وعارضة، ومتسابقة ملكة الجمال، من إيطاليا، ولدت في روما.

## وصلات خارجية
- دانييلا بيانكي على موقع IMDb (الإنجليزية)
- دانييلا بيانكي على موقع الموسوعة البريطانية (الإنجليزية)
- دانييلا بيانكي على موقع ألو سيني (الفرنسية)
- دانييلا بيانكي على موقع أول موفي (الإنجليزية)
- دانييلا بيانكي على موقع قاعدة بيانات الأفلام السويدية (السويدية)
- دانييلا بيانكي على موقع قاعدة بيانات الفيلم (الإنجليزية)
- دانييلا بيانكي على موقع كينوبويسك (الروسية)